# Skrzydłowarg botswański
Skrzydłowarg botswański (Pterinochilus lugardi) – gatunek pająka z rodziny ptasznikowatych. Zamieszkuje południową i wschodnią część Afryki.

## Taksonomia
Gatunek ten opisany został po raz pierwszy w 1900 roku przez Reginalda I. Pococka na łamach „Annals and Magazine of Natural History”. Jako lokalizację typową wskazano wzgórza Kwebe koło jeziora Ngami na terenie Botswany. Epitet gatunkowy nadano na cześć E.J. Lugarda, który odłowił holotyp.
Richard C. Gallon w 2002 roku zsynonimizował z omawianym taksonem Idiothele pluridentatum, opisanego w 1919 roku przez Johna Hewitta, i Eucratoscelus tenuitibialis, opisanego w 2000 roku przez Güntera Schmidta i Jürgena Gellinga, a w 2008 roku zsynonimizował z nim Harpactirella flavipilosa, opisaną w 1936 roku przez Reginalda Fredericka Lawrence’a.

## Morfologia
Samce osiągają od 19 do 36 mm długości ciała przy prosomie długości od 8,7 do 14,3 mm i szerokości od 7 do 12,2 mm. Samice natomiast osiągają od 29,7 do 53,2 mm długości ciała przy prosomie długości od 11,2 do 20,2 mm i szerokości od 9,1 do 17 mm.
Karapaks samicy jest wysklepiony z wyniesioną częścią głowową, ubarwiony bladoszaro ze złocistymi pasami rozchodzącymi się promieniście i ciemną maską wokół wzgórka ocznego. Karapaks samca jest niski, ubarwiony czarno ze złocistymi pasami rozchodzącymi się promieniście i złocistymi krawędziami. Jamka karapaksu ma postać poprzecznej szczeliny. Na przedniej krawędzi bruzdy szczękoczułka znajduje się od 9 do 15 ząbków. U obu płci na tylno-bocznej powierzchni szczękoczułka leży skopula ze słabo wykształconych szczecinek pierzastych o funkcji strydulacyjnej; przynajmniej u samicy rozmiary tej skopuli są znacznie mniejsze niż u skrzydłowarga żarłocznego. Warga dolna ma 65–70 kuspuli, a szczęki około setki. Ciemnoszare do czarnego sternum ma trzy pary owalnych, przykrawędziowo umieszczonych sigilla. Ubarwienie szczękoczułków, nogogłaszczków i odnóży jest jasnoszare z bladożółtymi stawami, przy czym nasadowe części bioder mają barwę sternum. Krętarze nogogłaszczków mają skopule na powierzchniach przednio-bocznych nie podzielone wzdłużnym pasmem usztywnionych szczecinek, co różni omawiany gatunek od skrzydłowarga nadbrzeżnego. Wszystkie pary stóp oraz nadstopia pary od pierwszej do trzeciej mają pełne skopule, natomiast na nadstopiach pary ostatniej skopule podzielone są wzdłużnym pasmem usztywnionych szczecinek. U samca nadstopia pierwszej pary są proste, a u uda trzeciej pary powiększone.
Opistosoma (odwłok) z wierzchu jest jasnoszara z ciemnym wzorem z pasków i kropek, a u samicy także z siateczkowaniem, od spodu zaś bladoszara z jaśniejszymi pokrywami płuc książkowych. U samicy tylna krawędź skutum epigastrycznego ma palisadę prostych szczecinek o jednakowych rozmiarach. Genitalia samicy zawierają jedną parę spermatek, każda z pojedynczym, zaokrąglonym płatem końcowym.
Nogogłaszczki samca dysponują gruszkowatym bulbusem z delikatnym, równomiernie zakrzywionym, pozbawionym kilów, zaostrzonym na szczycie embolusem. Długość embolusa jest mniejsza niż u skrzydłowarga myszowatego, a nietrójkątny przekrój odróżnia go od tego u skrzydłowarga czarnogłowego. Czasem między embolusem a tegulum występuje gruszkowata nabrzmiałość.

## Ekologia i występowanie
Pająk ten żyje w norkach wyściełanych oprzędem. Dorosłe samce obserwuje się między grudniem a czerwcem.
Ptasznik afrotropikalny, podawany z Tanzanii, Zambii, Namibii, Botswany, Zimbabwe i Południowej Afryki.

## Temperament
Sprowokowany atakuje z ogromną prędkością, kąsa bez zastanowienia. Dysponuje bardzo silnym jadem.